# Регионалистское государство
Регионалистское государство (децентрализованное унитарное государство) — форма административно-территориального устройства государства, при которой административно-территориальные единицы регионального уровня наделены частью прав и полномочий, свойственных автономным или федеративным единицам.
Примером регионалистского государства в настоящее время является Испания, а в 1919—1933 гг. им являлась Германия, в 1949—1952 гг. — ГДР. Так, земли Германии в 1919—1933 гг. и земли ГДР в 1949—1952 гг. имели собственные конституции и могли принимать собственные законы (области Испании — уставы) по вопросам, перечисленным в общегосударственной конституции, собственные суды, собственные полицейские организации, земли Германии в 1919—1933 гг. имели даже собственное гражданство, но при этом финансовая система в обеих случаях была централизованной. Также Бавария признаётся со стороны её земли ФРГ не федеративным, а регионалистским государством.
Некоторые учёные-юристы рассматривают его как специфическую переходную форму от унитарного государства к федеративному, происходящего в рамках одного государства.